# Exilisia punctata
Exilisia punctata là một loài bướm đêm thuộc phân họ Arctiinae, họ Erebidae.